# Mezraoua
Mezraoua (franska: Mezraoua (CR), Mezraoua (Commune Rurale), arabiska: واد الجمعة) är en kommun i Marocko.   Den ligger i provinsen Taounate och regionen Fès-Meknès, i den nordöstra delen av landet, 200 km öster om huvudstaden Rabat. Antalet invånare är 9 634.